# Nationale Commissie voor de Ontwikkeling van de Inheemse Volkeren

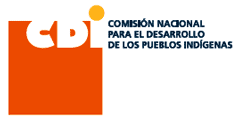
Logo

De Nationale Commissie voor de Ontwikkeling van de Inheemse Volkeren (Spaans: Comisión Nacional para el Desarrollo de los Pueblos Indígenas, CDI) is een Mexicaanse overheidsorganisatie die zich bezighoudt met de inheemse volkeren van dat land.
Het CDI is opgericht in 2003 als vervanging van het Nationaal Indigenistisch Instituut (INI). Haar officiële opdracht is het "leiden, coördineren, steunen, bevorderen, controleren en beoordelen van programma's, projecten, strategieën en publieke maatregelen om integrale en duurzame ontwikkeling en volledige genieting van de rechten van inheemse volkeren en gemeenschappen te verwerven in overeenstemming met artikel 2 van de Politieke Grondwet van de Verenigde Mexicaanse Staten.
De huidige commissaris van het CDI is Luis H. Álvarez